# Gran Premio di Spagna 2015
Il Gran Premio di Spagna 2015 è stata la quinta prova della stagione 2015 del campionato mondiale di Formula 1. La gara si è disputata domenica 10 maggio 2015 sul circuito di Catalogna a Montmeló. La gara è stata vinta da Nico Rosberg su Mercedes. Rosberg, al suo nono successo nel mondiale, ha preceduto sul traguardo il suo compagno di scuderia Lewis Hamilton e Sebastian Vettel su Ferrari.

## Vigilia

### Sviluppi futuri
Viene resa nota una prima bozza di calendario per il 2016. La novità principale sarebbe l'esordio ad aprile per il mondiale e non più a marzo, ciò al fine di compattare le gare in un periodo di tempo più corto. Vi sarebbe l'esordio per il Gran Premio d'Azerbaigian, il ritorno del Gran Premio di Germania e l'anticipo del Gran Premio di Russia in primavera e il posticipo di quello della Malesia in settembre.
Viene esteso fino al 2019 l'accordo per ospitare il mondiale di F1 sulla pista di Montmeló.

### Aspetti tecnici
La Pirelli, fornitrice unica degli pneumatici, annuncia che, per il Gran Premio, fornirà coperture di mescola media e dura. La Federazione Internazionale dell'Automobile stabilisce, per questa gara, due zone di attivazione del Drag Reduction System: la prima lungo il rettilineo principale, con punto per la determinazione del distacco fra piloti posto prima dell'ultima curva, mentre la seconda zona è indicata tra la curva 9 (Campsa) e la curva 10 (La Caixa), con detection point fissato prima della curva 9.
La Renault, che fornisce i motori alla Red Bull Racing e alla Scuderia Toro Rosso, porta per questa gara una versione evoluta del suo propulsore. Anche la Honda, che supporta la McLaren, da questa gara fornisce un propulsore più avanzato. A ciò si aggiunge la fornitura di un nuovo tipo di benzina da parte della ExxonMobil.

### Aspetti sportivi
Gli organizzatori del Gran Premio avevano proposto di modificare, dal 2015, l'intitolazione della gara. Da Gran Premio di Spagna a Gran Premio di Barcellona, al fine di sfruttare meglio la notorietà internazionale della città catalana. La proposta non ha poi avuto seguito.
La FIA nomina per questa gara, quale commissario aggiunto, l'ex campione del mondo di Formula 1 Alan Jones. L'australiano ha già svolto in passato tale funzione, l'ultima nel Gran Premio di Singapore 2014. Jones aveva occupato tale posizione anche nell'edizione 2013 del Gran Premio di Spagna.
Da questa gara la McLaren modifica la livrea della sua vettura MP4-30, con una colorazione più scura, in cui risaltano maggiormente gli inserti in color rosso-arancione.
Nelle prime prove del venerdì Raffaele Marciello ha sostituito Felipe Nasr alla Sauber, Susie Wolff ha preso il posto di Valtteri Bottas alla Williams e Jolyon Palmer quello di Romain Grosjean in Lotus.

## Prove

### Resoconto
La pista si presenta poco gommata, tanto che dopo la prima mezz'ora in cui molti piloti testano il tracciato, l'attività in pista si riduce, nell'attesa di un miglioramento delle condizioni.
Il pilota tedesco Nico Rosberg segna il tempo migliore nella prima sessione di prove del venerdì. Rosberg ha preceduto di 7 centesimi l'altro pilota della Mercedes, Lewis Hamilton. Più staccate, a circa un secondo, le due Ferrari, che hanno conquistato il terzo e quarto tempo, con Sebastian Vettel e Kimi Räikkönen, rispettivamente. Hanno scontato dei problemi tecnici Daniel Ricciardo e Pastor Maldonado, col venezuelano che ha potuto compiere solo 7 giri.
Nella seconda sessione vi è un aumento significativo della temperatura dell'asfalto, che tocca i 50 gradi. Ciò porta a un peggioramento delle prestazioni sul giro. Lewis Hamilton è, in questa sessione, il più rapido, utilizzando gomme a mescola media. Sebastian Vettel si è posizionato al secondo posto, davanti a Nico Rosberg, staccato di circa 4 decimi da Hamilton. Daniel Ricciardo ha potuto compiere solo quattro giri, a causa del tempo perso per il montaggio del retrotreno della sua Red Bull Racing, necessario dopo la sostituzione della quarta power unit Renault. Sulla Lotus di Romain Grosjean si è verificato invece una rottura del propulsore durante le prove: ciò ha richiesto anche l'esposizione della bandiera rossa.
Nico Rosberg è stato nuovamente il pilota più veloce nella terza sessione di prove libere. Il pilota della Mercedes ha distanziato di circa un decimo e mezzo il suo connazionale Sebastian Vettel, mentre terzo ha chiuso l'altro pilota della Mercedes, Lewis Hamilton. L'inglese è stato autore di un testacoda alla curva 3, riuscendo però a evitare il contatto col muro.

### Risultati
Nella prima sessione del venerdì si è avuta questa situazione:
| Pos | Nº | Pilota           | Costruttore | Tempo    | Gap    | Giri |
| --- | -- | ---------------- | ----------- | -------- | ------ | ---- |
| 1   | 6  | Nico Rosberg     | Mercedes    | 1'26"828 |        | 28   |
| 2   | 44 | Lewis Hamilton   | Mercedes    | 1'26"898 | +0"070 | 27   |
| 3   | 5  | Sebastian Vettel | Ferrari     | 1'27"806 | +0"978 | 21   |

Nella seconda sessione del venerdì si è avuta questa situazione:
| Pos | Nº | Pilota           | Costruttore | Tempo    | Gap    | Giri |
| --- | -- | ---------------- | ----------- | -------- | ------ | ---- |
| 1   | 44 | Lewis Hamilton   | Mercedes    | 1'26"852 |        | 26   |
| 2   | 5  | Sebastian Vettel | Ferrari     | 1'27"260 | +0"408 | 37   |
| 3   | 6  | Nico Rosberg     | Mercedes    | 1'27"616 | +0"764 | 35   |

Nella sessione del sabato mattina si è avuta questa situazione:
| Pos | Nº | Pilota           | Costruttore | Tempo    | Gap    | Giri |
| --- | -- | ---------------- | ----------- | -------- | ------ | ---- |
| 1   | 6  | Nico Rosberg     | Mercedes    | 1'26"021 |        | 19   |
| 2   | 5  | Sebastian Vettel | Ferrari     | 1'26"177 | +0"156 | 14   |
| 3   | 44 | Lewis Hamilton   | Mercedes    | 1'26"222 | +0"201 | 10   |

## Qualifiche

### Resoconto
Le due vetture Mercedes, pur utilizzando solo gomme di mescola dura, si portano in cima alla lista dei tempi nella prima parte delle qualifiche. Kimi Räikkönen, terzo, ha invece optato subito per le gomme di mescola più morbida. Le due McLaren hanno preso la pista solo negli ultimi 8 minuti della sessione, ma sono riuscite a ottenere la qualificazione alla fase successiva. Rimangono invece fuori le due Marussia, le due Force India e Marcus Ericsson.
Nella seconda fase occorre attendere diversi minuti prima che il primo pilota faccia segnare un tempo valido. Anche in questa fase le due vetture migliori sono le Mercedes, che però optano per le gomme a mescola media. Negli ultimi istanti della sessione tutti i piloti, tranne i migliori, cercano di limare i tempi del primo tentativo: risultano eliminati i due della Lotus, i due della McLaren e Felipe Nasr.
Nella fase decisiva Nico Rosberg si pone subito al comando, precedendo di cinque decimi il compagno di team Lewis Hamilton. Il tempo del tedesco non viene più avvicinato, nemmeno nel secondo tentativo, così che Rosberg conquista la sedicesima pole position in F1, la prima dal Gran Premio di Abu Dhabi 2014. La prima fila è completata dall'altro pilota della Mercedes, Hamilton. La seconda fila è per Sebastian Vettel e Valtteri Bottas.

### Risultati
Nella sessione di qualifica si è avuta questa situazione:
| Pos                         | Nº | Pilota           | Costruttore             | Q1       | Q2       | Q3       | Griglia |
| --------------------------- | -- | ---------------- | ----------------------- | -------- | -------- | -------- | ------- |
| 1                           | 6  | Nico Rosberg     | Mercedes                | 1'26"490 | 1'25"166 | 1'24"681 | 1       |
| 2                           | 44 | Lewis Hamilton   | Mercedes                | 1'26"382 | 1'25"740 | 1'24"948 | 2       |
| 3                           | 5  | Sebastian Vettel | Ferrari                 | 1'27"534 | 1'26"167 | 1'25"458 | 3       |
| 4                           | 77 | Valtteri Bottas  | Williams-Mercedes       | 1'27"262 | 1'26"197 | 1'25"694 | 4       |
| 5                           | 55 | Carlos Sainz Jr. | STR-Renault             | 1'26"773 | 1'26"475 | 1'26"136 | 5       |
| 6                           | 33 | Max Verstappen   | STR-Renault             | 1'27"393 | 1'26"441 | 1'26"249 | 6       |
| 7                           | 7  | Kimi Räikkönen   | Ferrari                 | 1'26"637 | 1'26"016 | 1'26"414 | 7       |
| 8                           | 26 | Daniil Kvjat     | Red Bull Racing-Renault | 1'27"833 | 1'26"889 | 1'26"629 | 8       |
| 9                           | 19 | Felipe Massa     | Williams-Mercedes       | 1'27"165 | 1'26"147 | 1'26"757 | 9       |
| 10                          | 3  | Daniel Ricciardo | Red Bull Racing-Renault | 1'26"611 | 1'26"692 | 1'26"770 | 10      |
| 11                          | 8  | Romain Grosjean  | Lotus-Mercedes          | 1'27"383 | 1'27"375 | N.D.     | 11      |
| 12                          | 13 | Pastor Maldonado | Lotus-Mercedes          | 1'27"281 | 1'27"450 | N.D.     | 12      |
| 13                          | 14 | Fernando Alonso  | McLaren-Honda           | 1'27"941 | 1'27"760 | N.D.     | 13      |
| 14                          | 22 | Jenson Button    | McLaren-Honda           | 1'27"813 | 1'27"854 | N.D.     | 14      |
| 15                          | 12 | Felipe Nasr      | Sauber-Ferrari          | 1'27"625 | 1'28"005 | N.D.     | 15      |
| 16                          | 9  | Marcus Ericsson  | Sauber-Ferrari          | 1'28"112 | N.D.     | N.D.     | 16      |
| 17                          | 27 | Nico Hülkenberg  | Force India-Mercedes    | 1'28"365 | N.D.     | N.D.     | 17      |
| 18                          | 11 | Sergio Pérez     | Force India-Mercedes    | 1'28"442 | N.D.     | N.D.     | 18      |
| 19                          | 28 | Will Stevens     | Marussia-Ferrari        | 1'31"200 | N.D.     | N.D.     | 19      |
| 20                          | 98 | Roberto Merhi    | Marussia-Ferrari        | 1'32"038 | N.D.     | N.D.     | 20      |
| Tempo limite 107%: 1'32"428 |    |                  |                         |          |          |          |         |

In grassetto sono indicate le migliori prestazioni in Q1, Q2 e Q3.

## Gara

### Resoconto
Nico Rosberg, partito dalla pole position, mantiene il comando della corsa al via, mentre Lewis Hamilton, viene passato da Sebastian Vettel, ma resiste all'attacco di Valtteri Bottas. Dietro al pilota della Williams si pone il suo connazionale Kimi Räikkönen, poi le due Toro Rosso e Felipe Massa.
Le due vetture della scuderia faentina perdono diverse posizioni nei primi giri, tanto da venir risucchiate a centro classifica. Salgono invece Pastor Maldonado, che si pone al settimo posto, davanti a Max Verstappen, e Daniel Ricciardo e Romain Grosjean, che precedono Carlos Sainz Jr.
Al giro 13 Hamilton, che si era avvicinato a Vettel, effettua il primo cambio gomme. Nei due giri seguenti effettuano una sosta anche Vettel, Rosberg e Bottas. Pastor Maldonado danneggia il supporto dell'ala posteriore, ma viene fatto proseguire, pur con un solo supporto rimasto integro. La classifica rimane però invariata per le prime posizioni, col solo venezuelano che abbandona la zona dei punti. Al giro 17 anche Räikkönen va al cambio gomme, ma monta ancora gomme dure, mentre tutti gli altri piloti di testa hanno scelto ancora gomme medie.
Al giro 27 Fernando Alonso, a causa di un guasto ai freni, al momento della sosta, va lungo e rischia di investire il meccanico addetto al cavalletto che alza le monoposto quando ferme al pit stop. Lo spagnolo è costretto al ritiro. Al giro 32 Lewis Hamilton effettua la sua seconda sosta, e monta gomme dure. Rientrato in pista al quinto posto, recupera presto la quarta posizione, passando Kimi Räikkönen. Dopo pochi giri il britannico passa anche Valtteri Bottas, per il terzo posto. Al quarantesimo passaggio Vettel monta gomme dure.
Al giro 41 anche Romain Grosjean va lungo al momento del pit stop, rischiando di travolgere i meccanici del suo team. Tre meccanici sono comunque dovuti ricorrere alle cure del centro medico, al termine della gara. Un giro dopo Bottas effettua la seconda sosta, mentre al giro 45 è il turno del battistrada Nico Rosberg. Lewis Hamilton guida così la gara fino al giro 51, quando effettua la terza e ultima sosta. Il britannico rientra in pista davanti a Sebastian Vettel, conquistando così il secondo posto.
Negli ultimi giri la classifica non muta anche se Kimi Räikkönen si avvicina a Bottas, senza essere capace di superarlo. Nico Rosberg ottiene la nona vittoria in F1, la prima dal Gran Premio del Brasile 2014. Per la Mercedes è la diciannovesima doppietta.

### Risultati
I risultati del Gran Premio sono i seguenti:
| Pos | Nº | Pilota           | Costruttore             | Giri | Tempo/Ritiro              | Griglia | Punti |
| --- | -- | ---------------- | ----------------------- | ---- | ------------------------- | ------- | ----- |
| 1   | 6  | Nico Rosberg     | Mercedes                | 66   | 1h41'12"555               | 1       | 25    |
| 2   | 44 | Lewis Hamilton   | Mercedes                | 66   | +17"551                   | 2       | 18    |
| 3   | 5  | Sebastian Vettel | Ferrari                 | 66   | +45"342                   | 3       | 15    |
| 4   | 77 | Valtteri Bottas  | Williams-Mercedes       | 66   | +59"217                   | 4       | 12    |
| 5   | 7  | Kimi Räikkönen   | Ferrari                 | 66   | +1'00"002                 | 7       | 10    |
| 6   | 19 | Felipe Massa     | Williams-Mercedes       | 66   | +1'21"314                 | 9       | 8     |
| 7   | 3  | Daniel Ricciardo | Red Bull Racing-Renault | 65   | +1 giro                   | 10      | 6     |
| 8   | 8  | Romain Grosjean  | Lotus-Mercedes          | 65   | +1 giro                   | 11      | 4     |
| 9   | 55 | Carlos Sainz Jr. | STR-Renault             | 65   | +1 giro                   | 5       | 2     |
| 10  | 26 | Daniil Kvjat     | Red Bull Racing-Renault | 65   | +1 giro                   | 8       | 1     |
| 11  | 33 | Max Verstappen   | STR-Renault             | 65   | +1 giro                   | 6       |       |
| 12  | 12 | Felipe Nasr      | Sauber-Ferrari          | 65   | +1 giro                   | 15      |       |
| 13  | 11 | Sergio Pérez     | Force India-Mercedes    | 65   | +1 giro                   | 18      |       |
| 14  | 9  | Marcus Ericsson  | Sauber-Ferrari          | 65   | +1 giro                   | 16      |       |
| 15  | 27 | Nico Hülkenberg  | Force India-Mercedes    | 65   | +1 giro                   | 17      |       |
| 16  | 22 | Jenson Button    | McLaren-Honda           | 65   | +1 giro                   | 14      |       |
| 17  | 28 | Will Stevens     | Marussia-Ferrari        | 63   | +3 giri                   | 19      |       |
| 18  | 98 | Roberto Merhi    | Marussia-Ferrari        | 62   | +4 giri                   | 20      |       |
| Rit | 13 | Pastor Maldonado | Lotus-Mercedes          | 45   | Collisione con R.Grosjean | 12      |       |
| Rit | 14 | Fernando Alonso  | McLaren-Honda           | 26   | Freni                     | 13      |       |

## Classifiche mondiali

### Piloti
| Pos | Pilota           | Punti |
| --- | ---------------- | ----- |
| 1   | Lewis Hamilton   | 111   |
| 2   | Nico Rosberg     | 91    |
| 3   | Sebastian Vettel | 80    |
| 4   | Kimi Räikkönen   | 52    |
| 5   | Valtteri Bottas  | 42    |
| 6   | Felipe Massa     | 39    |
| 7   | Daniel Ricciardo | 25    |
| 8   | Romain Grosjean  | 16    |
| 9   | Felipe Nasr      | 14    |
| 10  | Carlos Sainz Jr. | 8     |
| 11  | Max Verstappen   | 6     |
| 12  | Nico Hülkenberg  | 6     |
| 13  | Sergio Pérez     | 5     |
| 14  | Marcus Ericsson  | 5     |
| 15  | Daniil Kvjat     | 5     |

### Costruttori
| Pos | Costruttore             | Punti |
| --- | ----------------------- | ----- |
| 1   | Mercedes                | 202   |
| 2   | Ferrari                 | 132   |
| 3   | Williams-Mercedes       | 81    |
| 4   | Red Bull Racing-Renault | 30    |
| 5   | Sauber-Ferrari          | 19    |
| 6   | Lotus-Mercedes          | 16    |
| 7   | STR-Renault             | 14    |
| 8   | Force India-Mercedes    | 11    |

## Decisioni della FIA
Al termine della gara, Carlos Sainz Jr. è stato oggetto d'indagine da parte della commissione degli steward, per aver tagliato il tracciato, nelle ultime fasi di gara, per difendersi dall'attacco di Daniil Kvjat per il nono posto. La manovra del pilota spagnolo è stata considerata corretta.